# John Paul Reynolds
John Paul Reynolds (Madison, 5 agosto 1991) è un attore statunitense.

## Biografia
È noto soprattutto per il suo ruolo da protagonista nella serie Search Party e per il suo ruolo ricorrente dell'agente Callahan in Stranger Things. Reynolds ha anche recitato nella miniserie Quattro matrimoni e un funerale nel 2019.

## Filmografia

### Cinema
- Party Time, regia di Morgan Lord e Marty Schousboe (2013)
- Horse Girl, regia di Jeff Baena (2020)
- Si salvi chi può! (Save Yourselves!), regia di Alex H. Fischer e Eleanor Wilson (2020)

### Televisione
- Stranger Things – serie TV, 16 episodi (2016-2022)
- Search Party – serie TV, 50 episodi (2016-2022)
- Miracle Workers – serie TV, episodi 1x02-1x03 (2019)
- Quattro matrimoni e un funerale (Four Weddings and a Funeral) – miniserie TV, 10 puntate (2019)
- Yellowjackets – serie TV, 5 episodi (2023)

## Doppiatori italiani
Nelle versioni in italiano delle opere in cui ha recitato, John Reynolds è stato doppiato da:
- Emanuele Ruzza in Stranger Things, Miracle Workers, Horse Girl, Si salvi chi può!, Yellowjackets
- Gianfranco Miranda in Search Party
- Alberto Franco in Quattro matrimoni e un funerale